# ピヴェテアウサウルス
ピヴェテアウサウルス（Piveteausaurus　「ジャン・ピヴェトーのトカゲ」の意味）は北フランス、カルヴァドス県にあるマールヌドゥディーヴァ層のジュラ紀中期の地層から発見された部分的な頭骨で知られる獣脚類恐竜の属の一つである。

## 研究史と記載

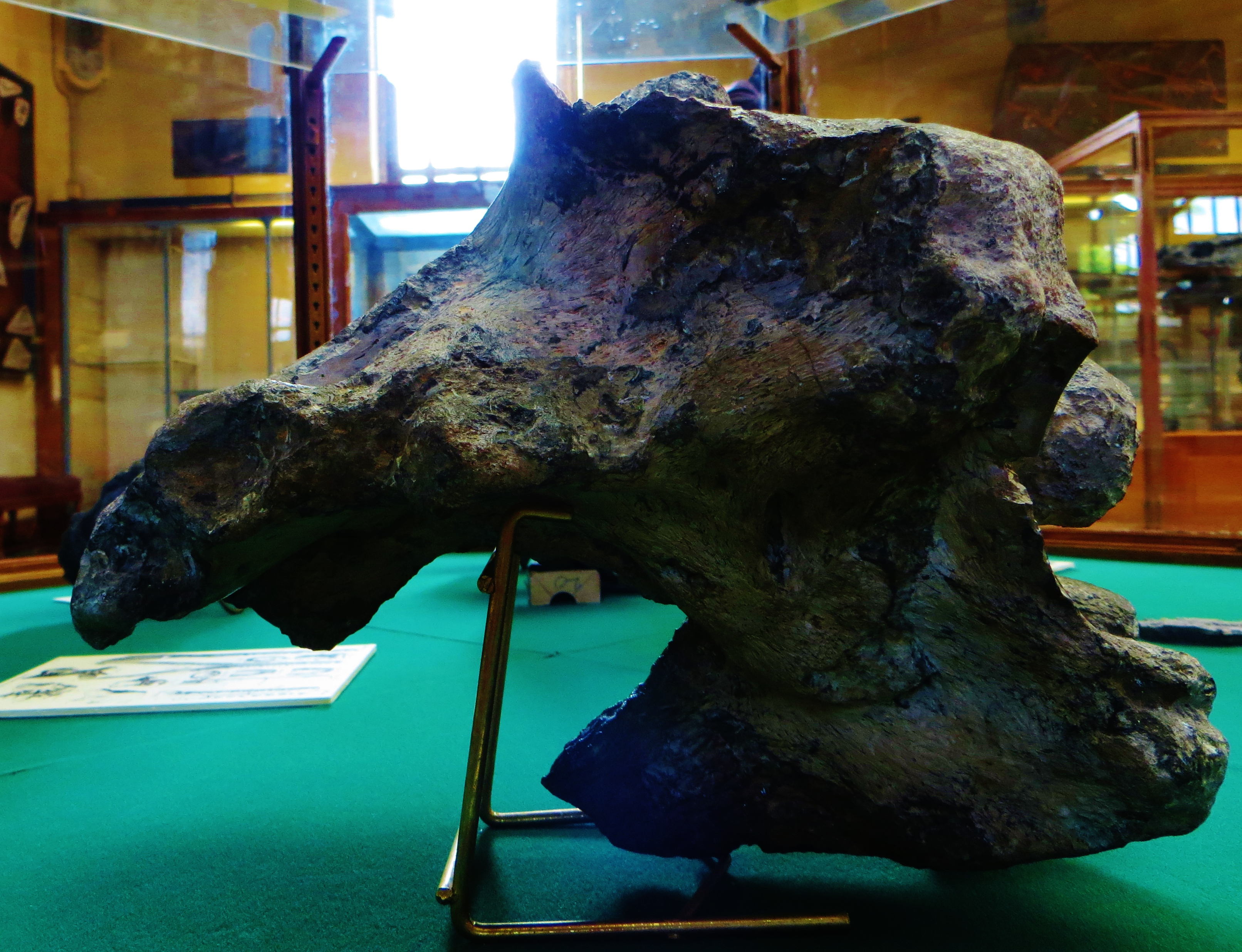
ホロタイプ

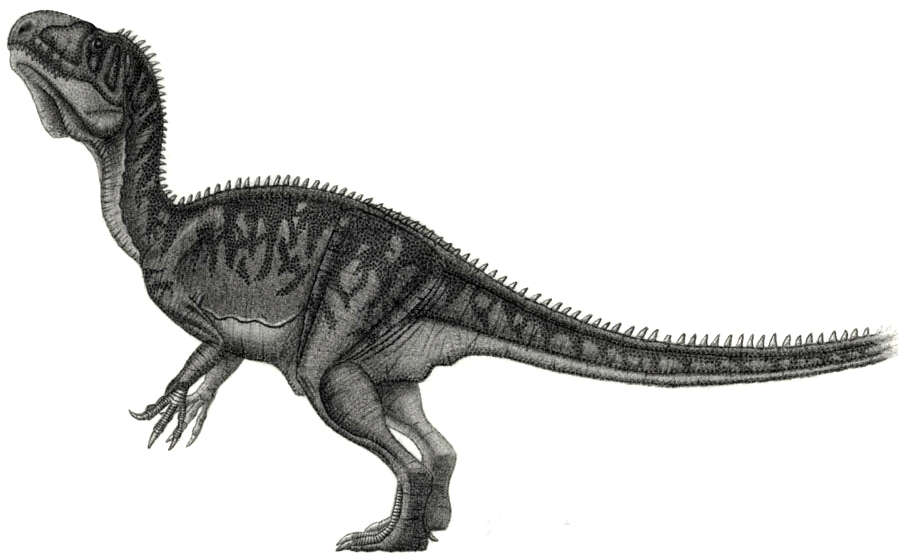
復元図

ピヴェテアウサウルスのタイプ標本となった部分的な脳函の化石（MNHN 1920-7）は最初1923年に古生物学者ジャン・ピヴェトーによりイラストと写真で記載された。この脳函は大型のアロサウルスのものに匹敵しアルゼンチンで発見された別のメガロサウルス類のピアトニツキーサウルスのものに似ている。ピヴェトーはこの部分的な頭骨と以前に同じ地域で発見されフランスの博物学者ジョルジュ・キュヴィエによって記載されていた他の標本と一緒にした。1861年にイギリスの古生物学者リチャード・オーウェンはこれら断片をストレプトスポンディルスの一種Streptospondylus cuvieriのものとし、ピヴェトーは自身の発見した頭骨を同じ種に含めた。  
MNHN 1920-7は地域の収集家Dutacqによりフランス、ノルマンディーのDives近くのVaches Noiresの崖にある（上部ジュラ系）オクスフォード階の地層で発見されたと考えられ、 1920年にアマチュア地質研究家Cazenaveにより報告されたのち、国立自然史博物館の教授マルスラン・ブールが手に入れた。後にこの岩石はより古いもの（上部カロヴォ系、1億6100万年前）と再評価された。 
MNHN 1920-7は1964年にアリック・ウォーカーによりオルニトスクスの研究とカルノサウルス類の進化についての研究の一部として再評価が行われた。ウォーカーはMNHN 1920-7をこの標本をホロタイプとするエウストレプトスポンディルス属の新種E. divesensisとした。キュヴィエによって記載された他の断片的な化石およびオーウェンによりS. cuvieriのものとされた化石も「便宜上」こちらに移されたもののウォーカーは新種E. divesensisとする確信がなかった。この種は1977年にフィリップ・タケとサミュエル・ウェルズによりピヴェトーにちなんで命名された独自の属ピヴェテアウサウルス（Piveteausaurus）に分類された。タケとウェルズはウォーカーが便宜上で頭骨と関連させた頭骨以外の化石をこの種から除外した。後にグレゴリー・ポールは脳函をプロケラトサウルス（Proceratosaurus）の一種(P. divesensis)とみなしたが、他の研究者からはこの説は拒絶されている。
脳函は明らかに独特であるものの、化石は限定的で分類は容易ではない。この化石はケラトサウルス、エウストレプトスポンディルス、プロケラトサウルスのものと比較され、何度も後者2属の一種と解釈された。

## 分類
ピヴェテアウサウルスは最初、化石があまりにも断片的なため独自の新たな科とすることが望めないため、「便宜上」メガロサウルス科に属すとみなされた。トーマス・ホルツら(2004) では系統解析に含まれなかったものの、不定のテタヌラ類とみなさた。最初の系統解析は2010年にBensonより行われた。Bensonは正確な位置づけはできなかったものの、ピヴェテアウサウルスが常にメガロサウリドのクレードとグループをなし、この科に属している可能性が高いという結果を得た。

## 参照
1. 1 2 3  Holtz, Thomas R., Jr.; Molnar, Ralph E.; and Currie, Philip J. (2004). Weishampel, David B.; Dodson, Peter; and Osmólska, Halszka (eds.). ed. The Dinosauria (2nd ed.). Berkeley: University of California Press. pp. 71–110. ISBN 0-520-24209-2
2. ↑  Rauhut, 2004. Braincase structure of the Middle Jurassic theropod dinosaur Piatnitzkysaurus. Canadian Journal of Earth Science. 41, 1109-1122.
3. 1 2 3 4 5 6  Walker, Alick D. (1964). “Triassic reptiles from the Elgin area: Ornithosuchus and the origin of carnosaurs”. Philosophical Transactions of the Royal Society of London, Series B, Biological Sciences 248:  53–134. Bibcode: 1964RSPTB.248...53W. doi:10.1098/rstb.1964.0009.
4. ↑  Piveteau, Jean (1923). “L'arrière-crâne d'un dinosaurien carnivore de l'Oxfordien de Dives [The braincase of a carnivorous dinosaur from the Oxfordian of Dives]” (French). Annales de Paléontologie 12:  115–123.
5. ↑  Weishampel, David B.; Barrett, Paul M.; Coria, Rodolfo A.; Le Loeuff, Jean; Xu Xing; Zhao Xijin; Sahni, Ashok; Gomani, Elizabeth, M.P.; and Noto, Christopher R (2004). “Dinosaur distribution”. In David B. Weishampel, Peter Dodson and Halszka Osmólska (eds.). The Dinosauria (2nd ed.). Berkeley: University of California Press. p. 540. ISBN 0-520-24209-2
6. ↑  Taquet, Philippe; and Welles, Samuel P. (1977). “Redescription du crâne de dinosaure théropode de Dives (Normandie) [Redescription of a theropod dinosaur skull from Dives (Normandy)]” (French). Annales de Paléontologie (Vertébrés) 63 (2):  191–206.
7. 1 2  Paul, Gregory S. (1988). Predatory Dinosaurs of the World. New York: Simon & Schuster. pp. 304–305. ISBN 0-671-61946-2
8. 1 2  Molnar, Ralph E.; Kurzanov, Sergei M.; & Dong Zhiming (1990). “Carnosauria”. In Weishampel, David B.; Dodson, Peter; & Osmólska, Halszka (eds.). The Dinosauria (First ed.). Berkeley: University of California Press. pp. 169–209. ISBN 0-520-06727-4
9. ↑  Bakker, Robert T.; Kralis, Donald; Siegwarth, James; and Filla, James (1992). “Edmarka rex, a new, gigantic theropod dinosaur from the middle Morrison Formation, Late Jurassic of the Como Bluff outcrop region”. Hunteria 2 (9):  1–24.
10. ↑  Benson, R.B.J. (2010). “A description of Megalosaurus bucklandii (Dinosauria: Theropoda) from the Bathonian of the UK and the relationships of Middle Jurassic theropods”. Zoological Journal of the Linnean Society 158:  882. doi:10.1111/j.1096-3642.2009.00569.x.